# Lilienthal-Medaille

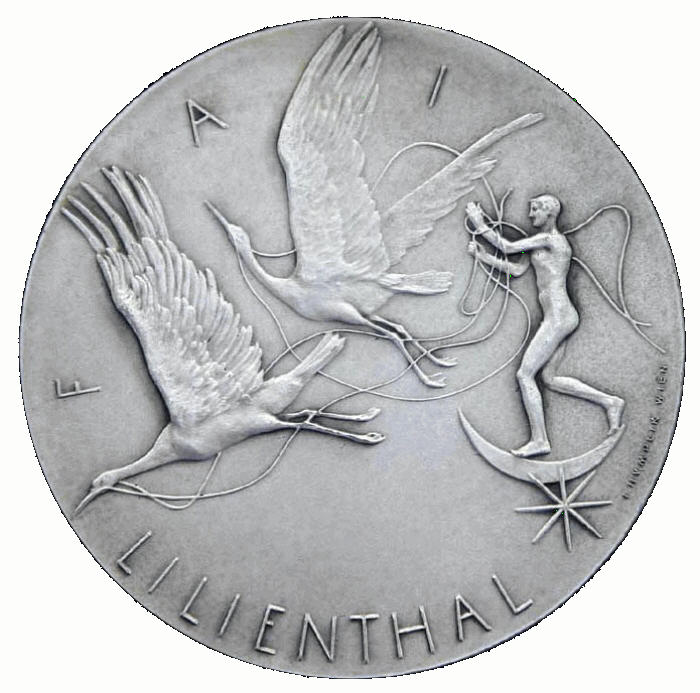
Vorderseite der Medaille

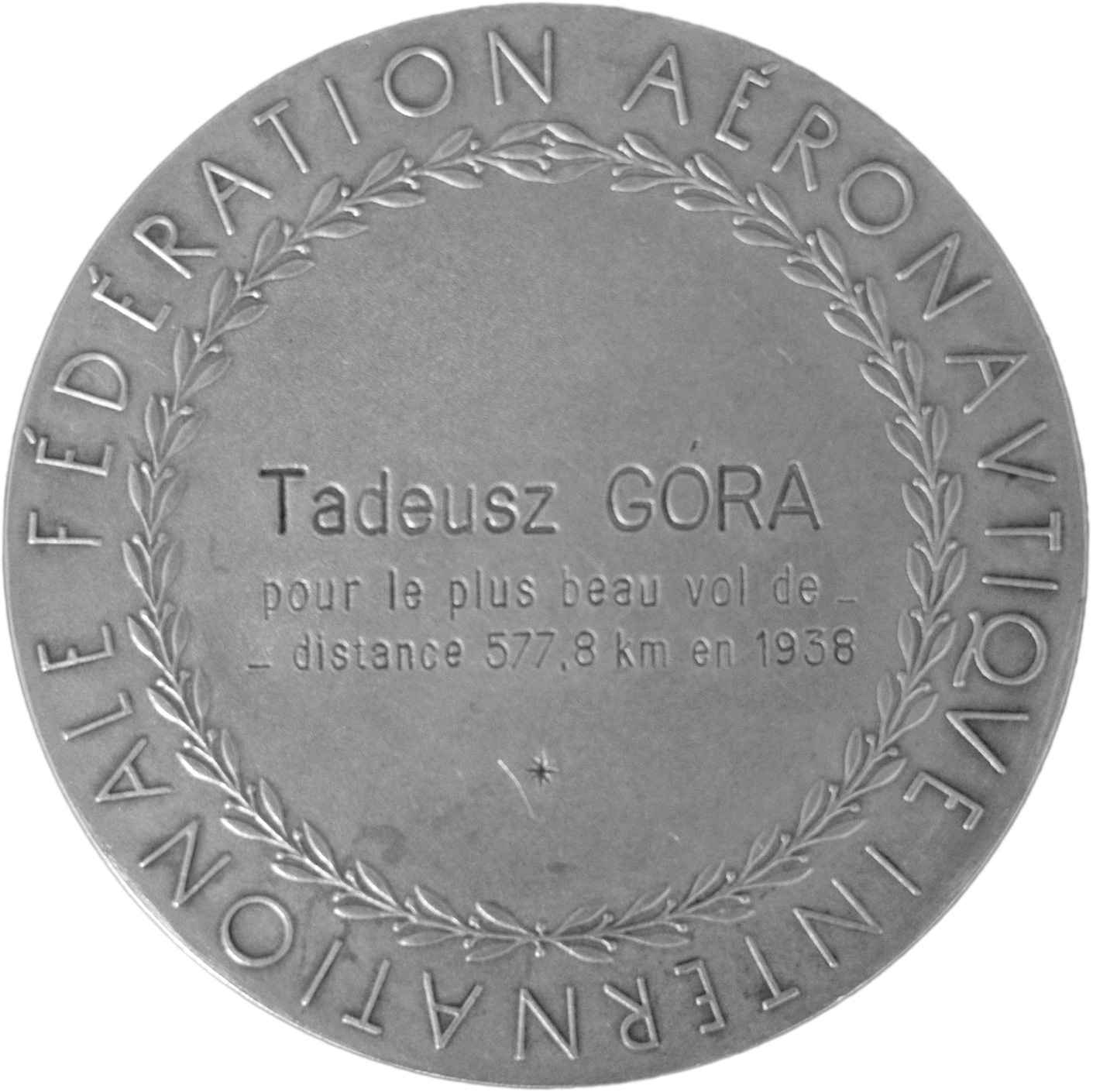
Rückseite der ersten Auszeichnung an Tadeusz Góra

Die Lilienthal Medaille ist die höchste internationale Auszeichnung für Leistungen im Segelflug. Sie wird von der internationalen Luftsportorganisation Fédération Aéronautique Internationale (FAI) seit 1938 in Würdigung des Flugpioniers Otto Lilienthal herausgegeben. Sie würdigt eine herausragende Leistung auf dem Gebiet des motorlosen Flugs. Die Preisträger werden von der jährlichen Generalkonferenz der FAI festgelegt.
Der erste Preisträger war der Pole Tadeusz Góra für seinen Rekordflug von 577,8 km am 18. Mai 1938 von Bezmiechowa nach Soleczniki (nahe Vilnius).

## Preisträger
In den nicht aufgeführten Jahren wurde der Preis nicht vergeben.
| Jahr | Empfänger                   | Anmerkungen                                                                                                 |
| ---- | --------------------------- | --- |
| 1938 | Tadeusz Góra                | für einen Zielstreckenflug über 557 km                                                                      |
| 1948 | Axel Persson                | für eine erreichte Flughöhe von 8050 m über dem Startpunkt                                                  |
| 1949 | John C. Robinson            | für eine erreichte Flughöhe von 10.210 m über dem Meer                                                      |
| 1950 | William S. Ivans            | für eine erreichte Flughöhe von 12.882 m über dem Meer mit 9174 m Höhengewinn                               |
| 1951 | Marcelle Choisnet-Gohard    | für einen Dauerflug von 28 Stunden und 41 Minuten                                                           |
| 1952 | Charles Atger               | für einen Dauerflugrekord von 56 Stunden und 15 Minuten                                                     |
| 1953 | Wladimir Iltschenko         | für einen Streckenflugrekord im Doppelsitzer (mit Petchnikow) über 829,8 km in gerader Strecke              |
| 1954 | Philip Wills                | für seine technischen und fliegerischen Gesamtleistungen                                                    |
| 1955 | Joachim Küttner             | für außerordentliche Segelflüge und wissenschaftliche Leistungen                                            |
| 1956 | Paul MacCready              | für außerordentliche Leistungen im Segelflugwesen                                                           |
| 1957 | Don Luis Vicente Juez Gomez | für mehrere außerordentliche Segelflugleistungen                                                            |
| 1958 | Wolf Hirth                  | für seine Gesamtverdienste um den Segelflug                                                                 |
| 1959 | Richard Schreder            | für drei (innerhalb von fünf Tagen) aufgestellte Weltrekorde                                                |
| 1960 | Pelagia Majewska            | für mehrere Weltrekorde                                                                                     |
| 1961 | Adolph Gehriger             | für jahrelange Verdienste um den internationalen Segelflug                                                  |
| 1962 | Paul Bikle                  | für mehrere Weltrekorde                                                                                     |
| 1963 | Heinz Huth                  | für seine Leistungen als zweifacher Segelflugweltmeister                                                    |
| 1964 | Alvin H. Parker             | für den ersten Segelflug über 1000 km (1042 km am 31. Juli 1964 von Odessa (Texas) nach Kimball (Nebraska)) |
| 1965 | Edward Makula               | für seine großen und wiederholten sportlichen Leistungen                                                    |
| 1966 | Anne Burns                  | für ihre fliegerische und organisatorische Gesamtleistungen                                                 |
| 1967 | Lennart Stahlfors           | |
| 1968 | Alejo Williamson            | für seine Anden-Überquerung                                                                                 |
| 1969 | Eric Nessler                | |
| 1970 | Hans-Werner Grosse          | für den ersten Flug über 1000 km innerhalb Europas                                                          |
| 1971 | Karl Striedieck (USA)       | für seinen Weltrekordflug über 916,3 km                                                                     |
| 1972 | Jan Wróblewski              | für den zweifachen Gewinn der Weltmeisterschaft (1965 und 1972)                                             |
| 1973 | Ann Welch                   | |
| 1974 | August Hug                  | für seinen persönlichen Beitrag für die Entwicklung des Segelflugsports in der Schweiz                      |
| 1975 | Adela Dankowska             | für Weltrekorde und den Sieg in der Weltmeisterschaft der Frauen                                            |
| 1976 | Louis A. de Lange           | |
| 1977 | George B. Moffat, Jr.       | |
| 1978 | Helmut Reichmann            | |
| 1980 | Hans Wolf                   | |
| 1981 | George Lee                  | für drei aufeinander folgende Weltmeistertitel                                                              |
| 1982 | Hans Nietlispach            | |
| 1984 | C.E. Wallington             | |
| 1985 | Sholto Hamilton Georgeson   | |
| 1986 | Dick Johnson                | |
| 1987 | Juhani Horma                | |
| 1988 | Ingo Renner                 | |
| 1990 | Fred Weinholtz              | |
| 1991 | Raymond W. Lynskey          | |
| 1992 | Franciszek Kępka            | |
| 1993 | Bernald S. Smith            | |
| 1994 | Terrence Delore             | |
| 1995 | Tor Johannessen             | |
| 1997 | Manfred Reinhardt           | |
| 1998 | Oran Nicks                  | |
| 1999 | Hana Zejdova                | für die Erringung von 235 nationalen und 52 Weltrekorden                                                    |
| 2000 | Klaus Ohlmann               | für Verdienste um den Segelflug und Flug über etwa 2500 km                                                  |
| 2001 | James M. Payne              | |
| 2002 | John Hamish Roake           | |
| 2003 | Piero Morelli               | |
| 2004 | Janusz Centka               | |
| 2005 | Ian Strachan                | |
| 2006 | Alan Patching               | |
| 2007 | Derek Piggott               | |
| 2008 | Roland Stuck                | |
| 2009 | Ross Macintyre              | |
| 2010 | Reiner Rose                 | |
| 2011 | Giorgio Galetto             | |
| 2012 | Bob Henderson               | |
| 2015 | Loek Boermans               | |
| 2016 | Rainer Wienzek              | |
| 2017 | Patrick Pauwels             | |
| 2019 | Richard Bradley             | |
| 2020 | Gisela Weinreich            | |
| 2021 | Eric Mozer                  | |
| 2023 | Jana Veprekova              | |